# (3457) Arnenordheim
(3457) Arnenordheim (1985 RA3) – planetoida z pasa głównego asteroid okrążająca Słońce w ciągu 4,82 lat w średniej odległości 2,85 j.a. Odkrył ją Henri Debehogne 5 września 1985 roku.